# Chris Warren
Christopher Levour Warren (nacido el 19 de enero de 1981, en Garland, Texas) es un jugador de baloncesto estadounidense, que ocupa la posición de alero. 

## Biografía
Es hijo del jugador panameño de la década de los 70 Eduardo Popo Warren y hermano de Jamahr Warren quien también es jugador profesional, Chris mide 1,96 y procede del conjunto italiano del Air Avellino, donde esta temporada ha promediado 15 puntos por partido en la Lega y más de 16 en la Euroliga, lo que le convierte en el cuarto máximo anotador de la temporada regular de la máxima competición europea.
Comenzó su andadura profesional en la Universidad de Carolina del Sur, en la poderosa Liga NCAA estadounidense, es todo un trotamundos ya que ha participado en los campeonatos de la LNBP en México con las Panteras de Aguascalientes campeón 2003 y con los Tiburones Mazatlán del CIBACOPA, Chile, Portugal, Serbia, en Croacia con la Cibona e Italia con Air Avellino. En Europa ha disputado las últimas cuatro ediciones de la Euroliga, las tres primeras en las filas de la Cibona de Zagreb, y la pasada en el Air Avellino, todas ellas con excelentes números.
En 2011, tras dos temporadas muy irregulares en el Bizkaia Bilbao Basket, el jugador  vuelve a Croacia, donde se dio a conocer en el panorama del básquet europeo defendiendo los colores de la Cibona de Zagreb, para firmar por el Cedevita, donde hace pareja con Dontaye Draper.
En diciembre de 2015 firma con las Panteras de Aguascalientes de la Liga Nacional de Baloncesto Profesional de México.